# Guerrierkurserna

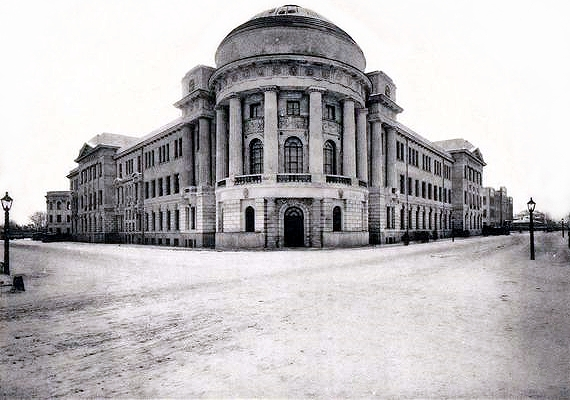
Universitetsbyggnaden, ca 1915.

Guerrierkurserna var ett universitet för kvinnor i Moskva i Ryssland mellan 1872 och 1918 och en del av början till kvinnors universitetshistoria i Ryssland.
Bakgrunden till Guerrierkurserna var striden för kvinnors rätt till universitetsutbildning i början av 1860-talet, där kvinnor en tid hade fått åhöra föreläsningar och sedan utan framgång försökt få tillstånd att skriva in sig; sedan detta hade förbjudits 1863, började ryska kvinnor studera utomlands, vilket gjorde att Ryssland år 1872 tillät Guerrierkurserna i Moskva och Kvinnors Medicinska Kurser för barnmorskor i St Petersburg och 1876 förklarade att alla universitetsstäder fick tillstånd att hålla kurser på universitetsnivå för kvinnor, vilket följdes av upprättandet av sådana i Kazan 1876, Sankt Petersburg (Bestuzjevkurserna) och Kiev 1878. Guerrierkurserna erbjöd en högkvalitativ undervisning, men till skillnad från universitet för män fick de ingen finansiering från staten och utfärdade ingen examen eller kunskapsbevis åt sina studenter. Mellan 1888 och 1900 var skolan stängd. Mellan 1905 och 1908 tilläts kvinnor på de vanliga universiteten, men förbjöds sedan åter, och Guerrierkurserna var fortfarande populära. År 1911 fick slutligen kvinnor tillstånd till examen vid kurserna liksom de vanliga universiteten. Kurserna inkorporerades i Moskvas universitet i september 1918.